# Distrito Histórico de Customhouse
El Distrito Histórico de Customhouse es un distrito histórico que abarca quince edificios históricos en el centro de la ciudad Providence, la capital del estado de Rhode Island (Estados Unidos). El distrito está delimitado por las calles Westminster, Exchange, Dyer, Pine y Peck, e incluye ocho edificios asociados con las funciones importantes del centro de negocios en el que se convirtió Providence a mediados y finales del siglo XIX. Fue incluido en el Registro Nacional de Lugares Históricos en 1975, y está contenido completamente dentro del Distrito Histórico del Centro de Providence, incluido en 1984.
El distrito se centra en la Aduana de los Estados Unidos, una estructura de granito de tres pisos construida en 1857 según un diseño de Ammi B. Young ; fue incluido en el Registro Nacional en 1972. Se construyeron siete edificios en sus inmediaciones entre 1850 y 1920, que albergaron negocios críticos para el funcionamiento de la creciente economía industrial de Rhode Island. Notable entre estos es el edificio del Banco de América del Norte de 1855, un estrecho edificio de piedra rojiza de cuatro pisos diseñado por el destacado arquitecto local Thomas Tefft . El edificio más antiguo del distrito, ahora conocido como Westminster Arcade, fue diseñado por Russell Warren y construido en 1828. Notable por su frente de templo griego, fue declarado Monumento Histórico Nacional en 1976 y fue el primer centro comercial cerrado de la nación. El Equitable Building, construido en 1872, es uno de los primeros edificios de la ciudad en presentar una fachada de hierro fundido.

## Estructuras notables

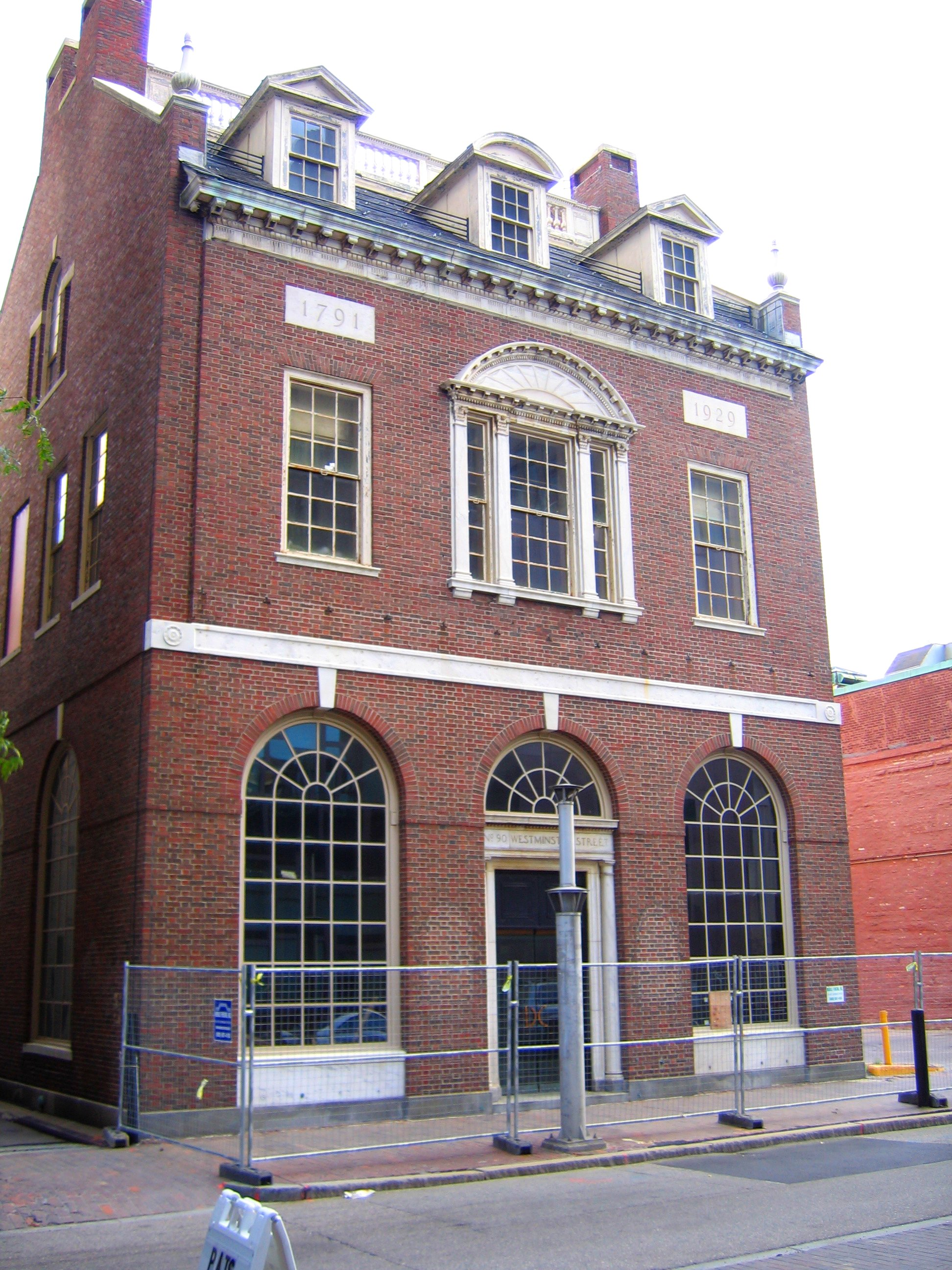
Sección Providence National Bank demolida en 2005.
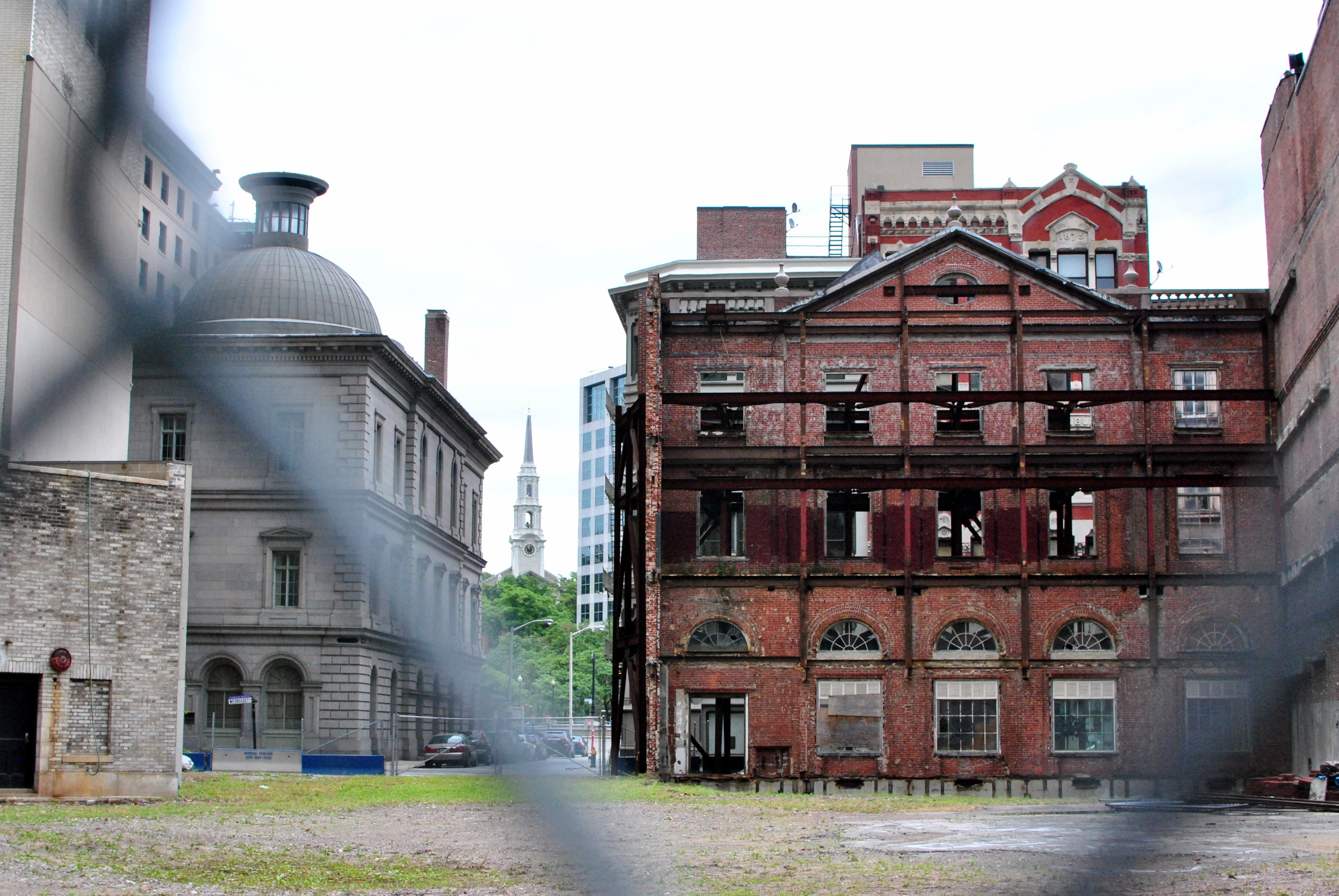
La fachada existente del edificio del Banco Nacional de Providence frente a Weybosset St.
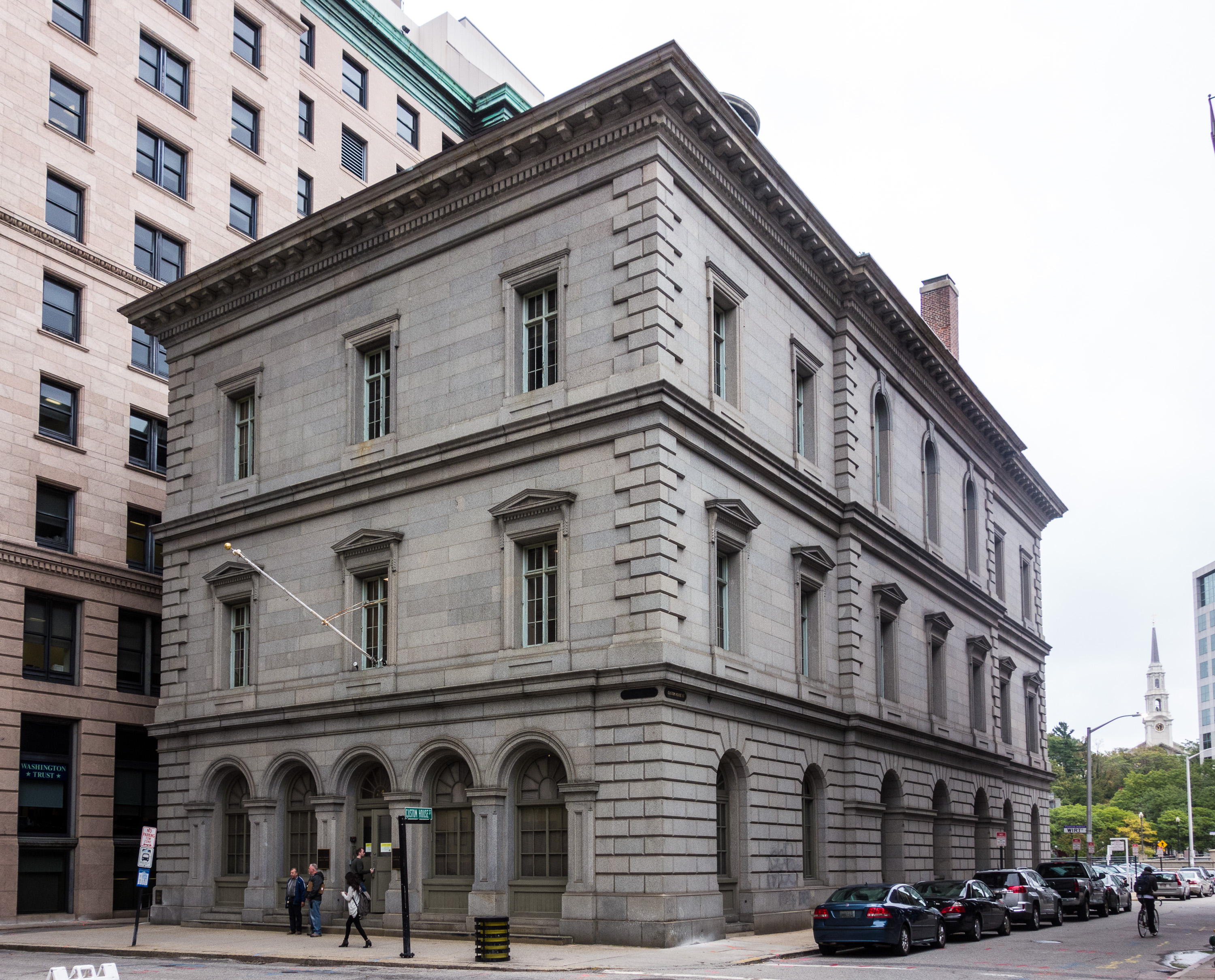
La Aduana de los Estados Unidos figura de forma independiente en el NRHP
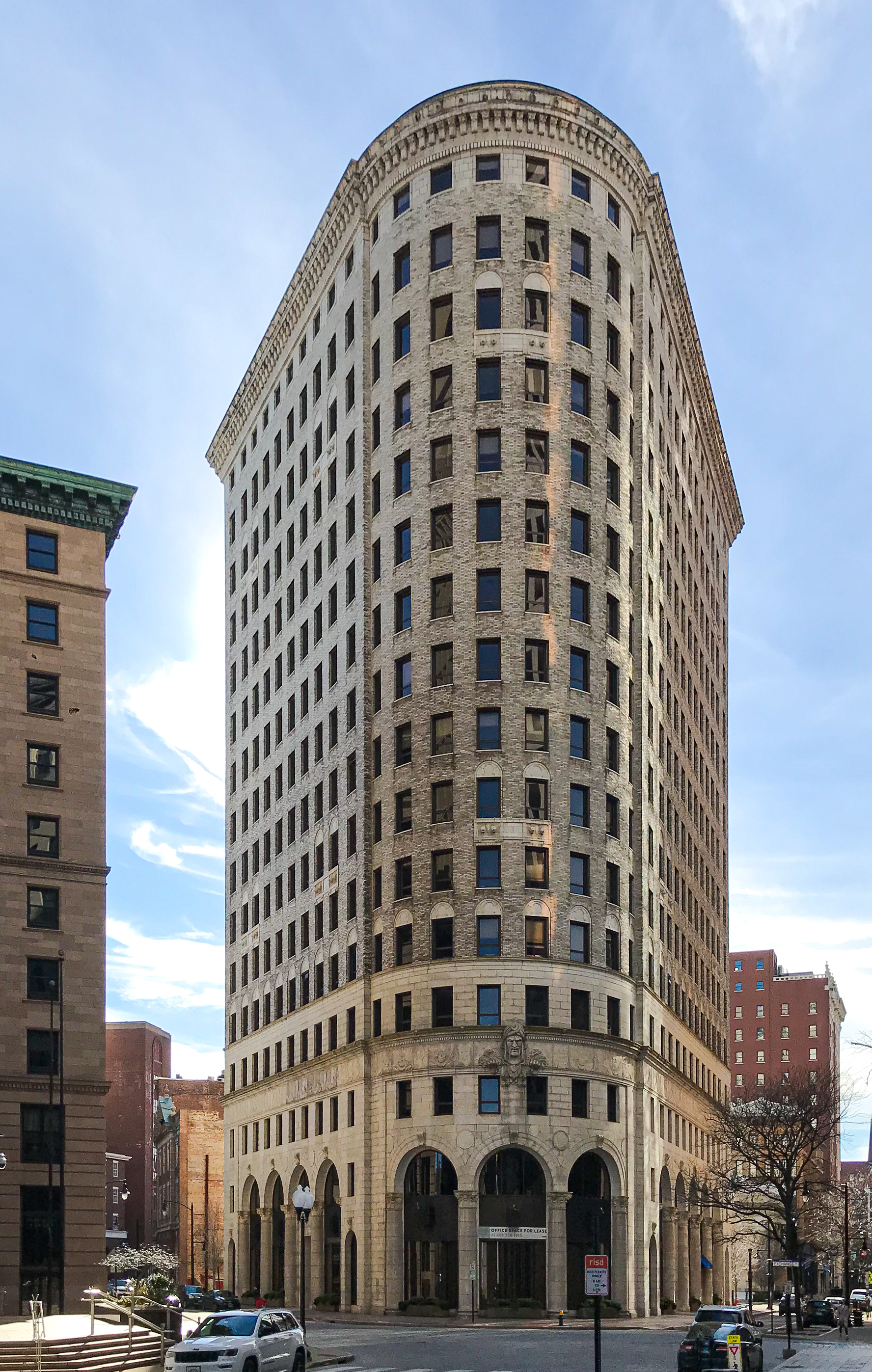
El Turk's Head Building, de 1913
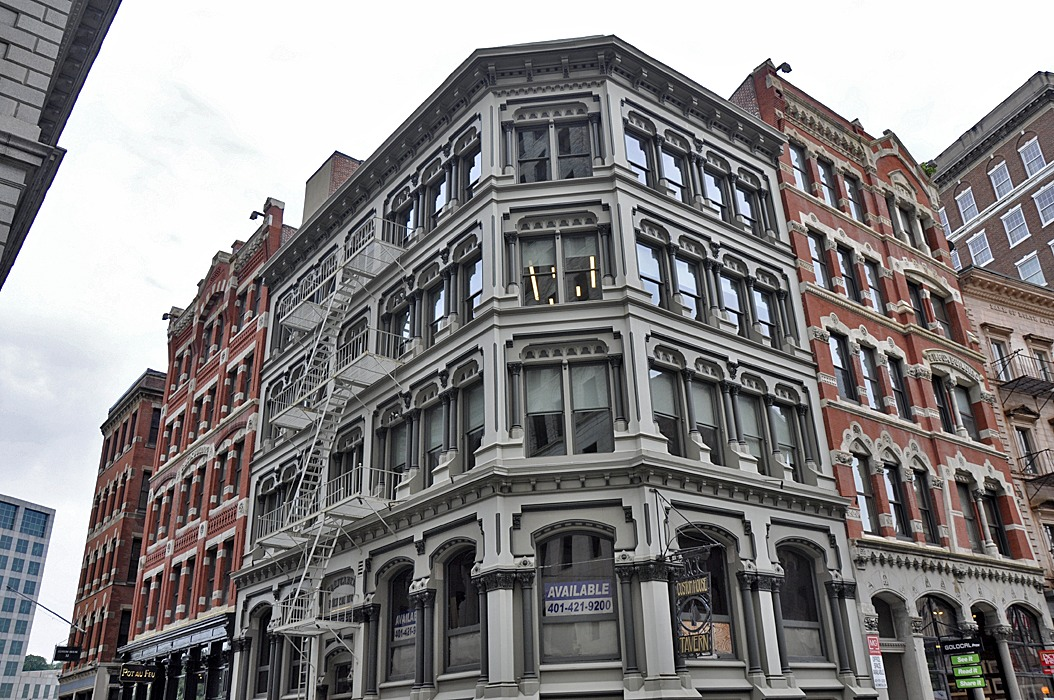
Los Equitable Buildings de 1872